# Granta
 Granta  è una rivista letteraria britannica che si occupa di recensire e pubblicare racconti, poesie, articoli e interviste.
Fondata nel 1899 da un gruppo di studenti dell'Università di Cambridge, nel 1979 è stata rilanciata a livello internazionale assumendo l'attuale periodicità trimestrale grazie al lavoro tra gli altri degli scrittori Bill Buford e Peter de Bolla.
Nel 2005 è stata acquistata dall'attuale proprietaria Sigrid Rausing, filantropa svedese nipote dell'inventore del Tetra Pak.
Nel 2019, in occasione del quarantennale del rilancio della rivista, l'intero archivio del periodico è stato acquisito dalla British Library.
Periodicamente la rivista compila liste di autori più interessanti per categorie quali: "Migliori giovani autori britannici", "Migliori giovani autori statunitensi" e "Migliori giovani autori di lingua spagnola".
Il 3 gennaio 2023 la Rausing si è dimessa dalla carica di redattrice dopo aver guidato la pubblicazione per quasi un decennio.